# Wildings

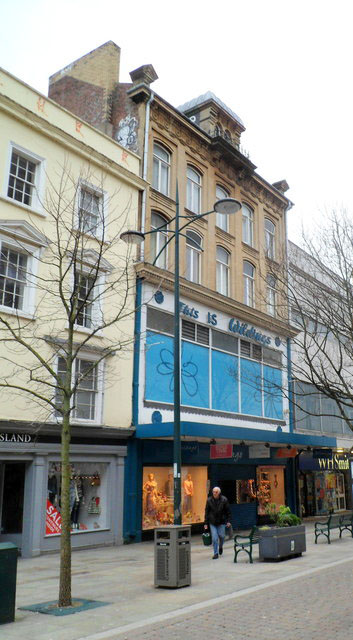
Wildings, Commercial Street, Newport

Wildings was een retailbedrijf met het grootste warenhuis in Newport, Wales, dat in 2019 na 144 jaar zijn deuren sloot.

## Geschiedenis
De eerste Wildings-winkel werd in 1874 geopend door Alfred Wilding, een 21-jarige hoedenmaker uit Newport, Shropshire.
Halverwege de jaren 1970 waren er 14 vestigingen van Wildings in Zuid-Wales.
In de jaren 1990 was alleen de winkel in Newport nog over, hoewel Wildings in 1997 een bestaand warenhuis in Commerce House, Thornbury, Gloucestershire, overnam. Wildings had in 2017 de omvang van zijn winkel in Thornbury aanzienlijk verkleind 
De vlaggenschipwinkel in Newport was sinds 1931 gevestigd op de Commercial Street in Newport. In 2014 werd het grondig gerenoveerd voor een bedrag van £ 140.000.
Wildings Group exploiteerde ook de Rossiters-winkels in Bath en Cardiff. Wildings Ltd is nu een klein vastgoedbedrijf met belangen in Bath, Newport en Thornbury.

## Sluiting
In oktober 2016 sloot de winkel in Newport twee verdiepingen en werden de herenkleding- en dameslingerieafdelingen gesloten. 14 personeelsleden verloren hun baan. In augustus 2018 maakte de winkel bekend dat het volledig zou sluiten en dat 23 medewerkers ontslagen zouden worden. In oktober 2018 begon een opheffingsuitverkoop. De winkel in Newport sloot op 19 januari 2019 definitief haar deuren. 